# Contrat de dépôt en droit français
En droit français, le contrat de dépôt est un acte par lequel on reçoit la chose d'autrui, à la charge de la garder et de la restituer en nature. Il est réglementé par les articles 1915 à 1953 du Code civil. Il y a un droit commun mais aussi un droit spécial du contrat de dépôt.

## Droit commun du dépôt
Le dépôt de droit commun est un contrat où une partie (le déposant) demande à une autre partie (le dépositaire) de conserver la chose afin qu’elle puisse lui être restituée ultérieurement dans le même état.

### Éléments caractéristiques du contrat de dépôt de droit commun
- La chose du contrat de dépôt doit être un bien meuble : les contrats ayant pour objet la conservation d’un immeuble ne sont donc pas des « dépôts » (ce sont par exemple des contrats d’entreprise tels que le gardiennage). Le bien meuble dans le contrat de dépôt doit être un bien matériel, corporel : la jurisprudence exclut du contrat de dépôt les biens immatériels, incorporels, les choses de genre.

- Le contrat de dépôt comprend une obligation de conservation : il ne peut y avoir de contrat de dépôt sans une telle obligation, consistant à prendre soin de la chose et à l’entretenir. L’obligation principale du contrat de dépôt va parfois plus loin que la simple conservation : par exemple, le dépôt d’un animal oblige non seulement à sa « conservation », mais aussi à son dressage ; le dépôt d’une voiture dans un garage implique son entretien ou sa réparation (cependant, ce type de contrat est en principe un contrat d’entreprise puisque l’obligation de conservation n’en est généralement pas l’obligation principale).

- Le contrat de dépôt comprend une obligation de restitution : cette obligation découle du caractère temporaire du dépôt, qui est un contrat opérant une mise à disposition du bien, donc temporaire (le contrat de dépôt ne transfère pas la propriété). Exception : le contrat de « dépôt-vente », constitué d’un dépôt et d’un mandat.

- Le contrat de dépôt est un contrat essentiellement gratuit : le caractère gratuit n’est plus un élément nécessaire du contrat de dépôt, mais si rien n’est expressément prévu, la gratuité est présumée. Les frais engagés pour le dépôt doivent être remboursés.

Le contrat de dépôt se distingue de contrats voisins tels que le prêt à usage ou du contrat de bail dans la mesure où, dans le contrat de dépôt, il n'y a pas usage de la chose mais conservation.

### Formation du contrat de dépôt de droit commun
Il y a trois conditions de fond à la formation du contrat de dépôt de droit commun :
- Le consentement des parties : l’article 1921 du Code civil impose un consentement libre et éclairé des parties au contrat de dépôt. Le dépôt de droit commun est volontaire (à la différence du dépôt nécessaire tel que la conservation d’une bague perdue, ou tout autre conservation « accidentelle » ou « de dépannage »), librement et réciproquement consenti.

- Le consentement du propriétaire : le dépôt ne peut s’effectuer qu’avec le consentement du propriétaire de la chose ; ainsi le dépôt d’une chose volée est nul.

- La capacité des parties : l’article 1925 du Code civil impose la capacité des parties au contrat de dépôt –qui est un contrat d’administration de la chose- sous peine de nullité.

Il y a cependant un régime particulier lorsque le dépositaire connaissait l’incapacité de son cocontractant, ou lorsque le dépositaire était seul incapable (il n’est alors obligé de restituer que « ce qu’il reste de la chose »).
Il y a une condition de forme à la formation du contrat de dépôt de droit commun : la remise effective de la chose (Le contrat de dépôt est un contrat réel, le consentement des parties ne suffit pas à former le contrat). L’écrit n’est pas obligatoire à la formation du contrat de dépôt ; en l’absence d’écrit, le dépositaire devra apporter la preuve du dépôt par déclaration sous serment en justice (article 1924 du Code civil) s’il y a un contentieux.

### Effets du contrat de dépôt

#### Les obligations du dépositaire
L’article 1915 du Code civil impose deux obligations au dépositaire : la conservation et la restitution.
le dépositaire doit conserver la chose sans l’utiliser plus que nécessaire à la conservation. L’obligation de conservation n’est pas une obligation purement passive : le dépositaire doit faire en sorte que la chose soit entretenue, ne se détériore pas.
Si la chose s’est détériorée, le dépositaire est responsable à condition qu’il ne se soit pas comporté avec la chose déposée comme il s’occupe habituellement de ses affaires. C’est donc un régime extraordinaire.
Ce régime extraordinaire de responsabilité ne s’applique qu’au contrat de dépôt « selon l’esprit du Code civil», c’est-à-dire au dépôt gratuit : si le dépôt est onéreux, le dépositaire est responsable dès lors qu’il ne s’est pas comporté en bon père de famille ; de même, rien n’empêche les parties de prévoir au contrat un régime de responsabilité plus ou moins sévère pour le dépositaire.
Il y a donc 3 types de responsabilité dans le contrat de dépôt :
| Type de dépôt      | Responsabilité |
| ------------------ | --- |
| Dépôt gratuit      | Responsabilité du dépositaire s’il ne s’est pas comporté avec la chose déposée comme il le fait habituellement avec ses propres affaires. |
| Dépôt onéreux      | Responsabilité du dépositaire s’il ne s’est pas comporté avec la chose déposée en bonus paterfamilias                                     |
| Régime contractuel | Responsabilité du dépositaire variable suivant le régime fixé librement par les parties.                                                  |

Le dépositaire a l’obligation de restituer la chose du dépôt en l’état ainsi que ses éventuels fruits, sauf cas de force majeure, au déposant. Il est exonéré de cette obligation s’il sait que la chose a été volée et connaît le véritable propriétaire (dans ce cas, le dépositaire doit préalablement lui demander s’il souhaite récupérer son bien). La restitution s'effectue au terme extinctif ou à la demande du déposant (sauf si le dépositaire a des raisons légitimes de s’opposer à la restitution anticipée), au lieu du dépôt.
| Condition         | Modalités |
| ----------------- | --- |
| Quand restituer ? | La restitution s’effectue en principe au moment fixé par le terme extinctif. Cependant, le dépositaire a l’obligation de restituer à la demande du déposant (dans ce cas, si le dépositaire est salarié et subit une perte du fait de la restitution anticipée, il peut demander un dédommagement au déposant) ; cette possibilité offerte au déposant de réclamer la chose à tout moment est justifiée par le fait que le dépôt est présumé être un contrat conclu dans son seul intérêt ; le dépositaire peut s’opposer légitiment à la restitution anticipée, par exemple en cas de saisie de la chose déposée ou en cas d’usage du droit de rétention de la chose déposée. |
| Où restituer ?    | La restitution s’effectue au lieu du dépôt, elle est dite « quérable ». Par exception, la restitution se fait parfois entre les mains du déposant, elle est alors dite « portable ». |
| À qui restituer ? | La restitution s’effectue à celui qui a confié la chose (le déposant) sauf si le dépositaire sait que la chose déposée est une chose volée et a connaissance de l’identité du véritable propriétaire. Dans ce cas, le dépositaire doit demander au véritable propriétaire de venir récupérer son bien ; s’il ne vient pas la récupérer, le dépositaire a l’obligation de restituer la chose au voleur qui lui a confié. Le dépositaire n’a pas l’obligation de rechercher la qualité de propriétaire du déposant. |

La chose doit être restituée en l’état (telle qu’elle lui a été déposée), sauf cas de force majeure. Si la chose a créé des fruits pendant le temps du dépôt, le déposant doit les « restituer » au dépositaire. L’obligation de conservation et celle de restitution ne sont pas clairement distinguées par la jurisprudence sur ce point :
- si la détérioration provient d’un cas de force majeure, il y a toujours exonération.
- si la détérioration provient d’une négligence du dépositaire, il y a responsabilité de celui-ci.
- si la détérioration provient d’une cause inconnue, il y a responsabilité du dépositaire (cette jurisprudence est très contestable).

Si la chose s’est abîmée et donc que la restitution ne peut se faire en l’état, il y a violation de l’obligation de conservation (obligation de moyen), mais aussi violation de l’obligation de restitution (obligation de résultat). Cette contradiction pose un problème dans le raisonnement juridique ; la jurisprudence considère qu’il y a une présomption de faute du dépositaire en cas de dégradation : pour s’exonérer de sa responsabilité, celui-ci doit prouver qu’il s’est bien comporté.

#### Les obligations du déposant
L’article 1947 du Code civil impose deux obligations au déposant : le remboursement des éventuelles dépenses et l’indemnisation des éventuelles pertes.
L’obligation de rembourser les éventuelles dépenses : le déposant doit rembourser le dépositaire des éventuelles dépenses engendrées par le dépôt.
L’indemnisation des éventuelles pertes : le déposant doit indemniser le dépositaire des éventuelles pertes causées par le dépôt (par exemple en cas de vice caché de la chose : le dépositaire voit ses pommes contaminées par les pommes pourries du déposant).
Le dépositaire dispose d’une garantie vis-à-vis du déposant qui n’exécute pas ses obligations : il a un droit de rétention de la chose déposée. Si le déposant persiste dans son refus de payer les sommes dues, le dépositaire peut vendre la chose déposée.

## Dépôts spéciaux

### Le dépôt nécessaire
Le dépôt nécessaire est un dépôt « forcé par quelque accident » : l’oubli, le naufrage, le pillage, la ruine, l’incendie… ou tout autre événement involontaire. C’est un contrat très particulier : il n’y a pas accord de volonté entre les parties (il y a au contraire « violence », absence de consentement), la jurisprudence ne qualifie d’ailleurs pas toujours le dépôt nécessaire de « contrat ». Le dépôt nécessaire a pour but de sauver la chose du danger qui la menace.
Le Code prévoit que, quelle que soit la valeur du dépôt nécessaire, la preuve peut se faire par témoignage.

### Le dépôt hôtelier

#### Définition
Le dépôt hôtelier est un dépôt entre un déposant voyageur (celui qui loge à titre temporaire et passager) et un dépositaire le faisant coucher (ce qui exclut les restaurants, bars, boîtes de nuit, hôpitaux –qui bénéficient d’un régime spécial : ils ne sont tenus d’indemniser que les choses « utiles »). L'article 1952 du Code civil définit le dépôt hôtelier comme un contrat et un dépôt nécessaire, ce qui est contestable : il ne semble pas logique de qualifier le fait de laisser des bagages et objets divers dans une chambre d’hôtel de « contrat » (il n’y a pas vraiment de consentement), ni de « dépôt » (le régime du dépôt hôtelier est très dérogatoire à celui du dépôt de droit commun, par exemple il n’y a pas remise de la chose entre les mains de l’hôtelier : le dépôt hôtelier n’est pas un contrat réel), ni de « nécessaire » (le dépôt hôtelier n’a pas un caractère accidentel, involontaire).

#### Régime
Une responsabilité aggravée pèse sur l’hôtelier : celui-ci est responsable même s’il n’a pas commis négligence ; 4 cas l'exonèrent de cette responsabilité : circonstances imputables au voyageur, cas de force majeure, vol à main armée ou vice/nature de la chose. C’est donc un régime très favorable au déposant, d’autant plus que la Cour de cassation se montre sévère dans l’appréciation de la force majeure : même le vol avec violence n’est pas toujours exonératoire pour l’hôtelier dépositaire. La faute du client peut entraîner un partage de responsabilité.
Le Code civil distingue trois situations différentes de dépôt hôtelier et prévoit pour chacune d’elles une indemnisation :
- Lorsque le client dépose les objets entre les mains de l’hôtelier ou lorsque celui-ci refuse de recevoir les objets en dépôt (qu'il est contraint d'accepter) ou lors de faits imputables (ex : vol) à l'hôtelier ou à un membre de son personnel, l’indemnisation est intégrale (régime dérogatoire).
- Lorsque le client dépose les objets dans sa chambre, l’indemnisation ne peut dépasser cent fois le prix de la chambre.
- Lorsque le client dépose les objets dans sa voiture sur le parking de l’hôtel, l’indemnisation ne peut dépasser cinquante fois le prix de la chambre ; les clauses limitatives d’indemnisation ne sont pas valides.

Dans ces deux dernières situations (dépôt dans la chambre ou dans la voiture), la faute de l’hôtelier entraîne l’indemnisation intégrale. 
Toute déclaration de l'hôtelier visant à limiter ou à décliner sa responsabilité légale est nulle.
```
       La mission du séquestre 
```

Il doit conserver la chose et y apporter les soins nécessaires. Il n'a pas l'usus et peut donc s'en servir. Si elle est frugifere, les intérêts profitent à celui, à qui elle sera remise à la fin du séquestre. La restitution de la chose ne peut intervenir en principe (sauf <<cause jugée légitime >> CF art 1960 C.civ )

### Le dépôt de sequestre
Le dépôt de séquestre conventionnel (différent du séquestre judiciaire, qui n’est pas un contrat) est un dépôt d’une chose contentieuse, c’est-à-dire sur laquelle repose un problème de droit, entre un déposant et un dépositaire.